# セルゲイ・アンドレーエヴィッチ・アリョシュコフ
セルゲイ・アンドレーエヴィッチ・アリョシュコフ (ロシア語: Сергей Андреевич Алёшков; 1936年2月15日-1990年2月1日 )とは第二次世界大戦に参戦した6歳で兵士になった近代史上最年少の少年兵である。スターリングラード攻防戦に参加して勲章を授与され8歳で士官学校に入学している。

## 経歴
第二次世界大戦が始まる前は家族と一緒にグリン村（現在のカルーガ州ウリヤノフスク地区）に住んでいた。セルゲイの父は戦前に亡くなり、イワン、アンドレイ、ピョートル、そして末っ子のセルゲイの4人が孤児となった。
1941年秋にナチスに占領された村はパルチザン分遣隊の拠点となり、住民はパルチザンになった。その中にはセルゲイの母親と10歳の兄ペーチャも含まれていた。彼らは、ある任務でナチスに捕らえられペーチャは絞首刑、息子を助けようとした母親はゲシュタポに銃殺された。1942年8月、村のパルチザン拠点がナチスに襲撃された。住民たちは逃げ出しセルゲイも行方不明になった。数日後、やせ細った姿で第47親衛ライフル師団の第142親衛ライフル連隊の斥候に発見され救助された。 
少年時代のセルゲイは、自分の名字を間違えてアレシキンと名乗っていた。1942年9月8日、彼は当時はまだ子供がいない独身だった第510親衛ライフル連隊の副隊長ミハイル・ダニロビッチ・ヴォロビョフの正式な養子になった。大祖国戦争史上で最年少の兵士と言われている。 1942年11月初め、連隊と共に彼はスターリングラードに到着した。そこで、砲火の中で助けを求め、連隊長や数人の将校とともに、埋まった壕の掘り起こしに参加して、新しい父親を救った。この功績により、1943年4月26日付命令第013号で「戦闘功労賞」を授与された。 
戦闘中、セルゲイは何度も負傷し、命の危険にさらされることも何度かあった。そして、1944年にポーランドから、ワシーリー・チュイコフ司令官の要請で、トゥーラ・スヴォーロフ陸軍士官学校に送られ、そこで最年少の生徒となった。スポーツには熱心だったが、健康状態が悪く、傷や喫煙の習慣もあって、スボロフ学校にはなかなか通えず、結局、健康上の理由で軍学校から退学させられた。
セルゲイはハリコフで法律の学位を取得し、里親の家族が住んでいたチェリャビンスクに住んで働き始めた。彼は検察庁で捜査官を務め、その後検察官を務め、後にチェリャビンスクでプレキシグラス工場の法律顧問を務めた。彼は2度の結婚と離婚を経験している。
1990年2月1日、通勤途中のバス停で心臓発作により死亡した。

## 賞
- 勲章「軍事功労」 (1943)
- 勲章「1941年から1945年の大祖国戦争におけるドイツに対する勝利」 (1945)
- 愛国戦争勲章、一級 (1985)

## 映画
- 2019年に伝記を元に映画化された。ロシア語版『Солдатик』英語版『Soldier Boy』

## リファレンス
1. 1 2  Пинкус, Михаил. Серёжка (2018). «Родина» разыскала сводного брата Сережи Алешкова — самого юного творца великой победы на Волге. ロシースカヤ・ガゼータ. p. 20. ISSN 02357089
2. ↑  М. Пинкус. Серёжка 2018, См. подзаголовок статьи-источника.
3. 1 2  М. Пинкус. Серёжка 2018.